# Wurunjerria warnekei
Wurunjerria warnekei — вид бліх родини Pygiopsyllidae. Ендемік австралійського штату Вікторія. Живиться лише кров'ю кускуса білячого (Gymnobelideus leadbeater). Оскільки білячий кускус знаходиться під загрозою зникнення, то і його паразиту, Stephanocircus domrowi, загрожує вимирання.